# Хунджулаури
Хунджулаури (груз. ხუნჯულაური) — село в Грузии, на территории Самтредского муниципалитета края (мхаре) Имеретия.

## География
Село находится в западной части Грузии, на левом берегу реки Цхенисцкали, на расстоянии 8 километров к северу от города Самтредиа, административного центра муниципалитета. Абсолютная высота — 29 метров над уровнем моря.

## Население
По результатам официальной переписи населения 2014 года, в Хунджулаури проживало 285 человек (137 мужчин и 148 женщин). В национальной структуре населения грузины составляли 99,6 %, русские — 0,4 %.
| Год  | Население, человек |
| ---- | ------------------ |
| 2002 | 370                |
| 2014 | ↘ 285              |